# جيلارزا
جيلارزا، (بالإنجليزية: Ghilarza)‏، (سردينيا: Ilàrtzi)، هي بلدية في مقاطعة أوريستانو في إقليم سردينيا الإيطالي، وتقع على بعد حوالي 100 كيلومتر (62 ميل) شمال كالياري، وحوالي 30 كم (19 ميل) شمال شرق أوريستانو.

## السكان
في سنة 1861 بلغ عدد السكان 2٬567 نسمة، وتطور العدد ليصل في سنة 2011 لـ 4٬615 نسمة.
يظهر هذا المخطط البياني تطور النمو السكاني لـ جيلارزا